# Pinakátes
Pinakátes, en grec moderne : Πινακάτες, est un village du dème du Pélion-du-Sud, district régional de Magnésie, en Thessalie, Grèce.
Selon le recensement de 2011, la population du village s'élève à 211 habitants.